# The New Scooby-Doo Movies
The New Scooby-Doo Movies (algumas vezes chamado The New Scooby-Doo Comedy Movies) foi a 
série de desenho animado estadunidense com produção Hanna-Barbera e a segunda série da franquia Scooby-Doo, que ia ao ar nos sábados de manhã na TV americana. O anterior era Scooby Doo, Cadê Você?. O desenho estreou em 9 de setembro de 1972 e continuou durante duas temporadas, exibido pela Rede CBS.  Vinte e quatro episódios foram produzidos no total (dezesseis em 1972, e mais oito em 1973). No Brasil, a série foi reexibida pelo SBT em 2010.

## Resumo
Além dos personagens da turma do Scooby-Doo, em cada um dos episódios desta série aparecia convidados especiais, celebridades da TV ou do Cinema da época (anos 60 e 70) e os quais ajudavam a resolver o mistério da semana. Alguns destes convidados eram dublados por eles mesmos (Don Knotts, Jonathan Winters, Sandy Duncan, Tim Conway e a dupla Sonny & Cher, entre outros). Outros que já haviam falecido ou estavam indisponíveis, tiveram a dublagem feita através de imitações das vozes originais (Os três patetas e O Gordo e o Magro). Muitos dos convidados eram futuras personagens de desenhos a serem produzidos pela dupla Hanna-Barbera: Harlem Globetrotters, Josie e as Gatinhas, Jeannie, Speed Buggy, A Família Addams (The Addams Family de 1973) e Batman e Robin (Super Amigos).
Após o cancelamento do Os Novos Filmes de Scooby-Doo, em agosto de 1974, houve a repetição de Scooby-Doo, Cadê Você? pela Rede CBS nos dois anos seguintes. Nenhuma nova série animada do Scooby-Doo voltou a ser produzida até a ABC, em setembro de 1976 e com grande publicidade, lançar Scooby-Doo e Dinamite, o Bionicão. Quando as várias séries de Scooby-Doo foram sindicalizadas em 1980, cada novo episódio foi reduzido pela metade e exibido em duas partes de meia-hora. Iniciado em setembro de 1990, pela rede americana Cartoon Express, houve o retorno do formato original, em reprises aos domingos de manhã até agosto de 1992. Em 1994, a Turner restaurou os episódios de Os Novos Filmes do Scooby-Doo a partir do negativo original para transmissões nos canais TNT, Cartoon Network e Boomerang.

## Lançamentos em vídeo
Ao tentar lançar a série completa de Os Novos Filmes do Scooby-Doo em DVD de 2005, a Warner Home Video não conseguiu negociar com todas as celebridades que apareciam nos episódio junto com o grupo. Como resultado, o DVD foi lançado com o título O Melhor dos Novos Filmes do Scooby-Doo, com apenas 15 episódios de ambas as temporadas.
Além disso, as imagens de A Família Addams, Batman & Robin, The Globetrotters, Três Patetas e Laurel & Hardy foram retirados voluntariamente da abertura de Os Novos Filmes de Scooby-Doo. No caso do Batman e Robin, mesmo com os personagens e os respectivos quadrinhos pertencerem à DC Comics, editora atualmente associada à Warner Bros que também adquiriu o  acervo da Hanna-Barbera. 
Em 2019, foi lançada uma nova edição, dessa vez com os 23 episódios da série,faltando apenas o episódio da família Addams,por razões desconhecidas.
| Nome do DVD                             | Episódios | Data de lançamento  |
| --------------------------------------- | --------- | ------------------- |
| O Melhor dos Novos Filmes do Scooby-Doo | 15        | 22 de março de 2005 |

## Guia de episódios

### 1ª temporada:1972
| #      | Título original                        | Celebridade(s)                                | Data de lançamento original | Lançamento no DVD |
| ------ | -------------------------------------- | --------------------------------------------- | --------------------------- | ----------------- |
| SDC-1  | "Cidade Fantasma"                      | Os três patetas                               | 6 de setembro               | Sim               |
| SDC-2  | "O Dinâmico Caso de Scooby-Doo!"       | Batman e Robin                                |                             | Sim               |
| SDC-3  | "Scooby-Doo Encontra a Familia Addams" | Família Addams                                | 23 de setembro              | Não               |
| SDC-4  | "Uma Parada"                           | Jonathan Winters                              | 30 de setembro              | Sim               |
| SDC-5  | "Adivinhe Quem não Vem Para Jantar?"   | Don Knotts                                    | 7 de outubro                | Sim               |
| SDC-6  | "Um Bom Médium é Raro"                 | Phyllis Diller                                | 14 de outubro               | Sim               |
| SDC-7  | "Jackil e Hyde "                       | Sandy Duncan                                  | 21 de outubro               | Sim               |
| SDC-8  | "O Segredo da Ilha Shark"              | Sonny & Cher                                  | 28 de outubro               | Sim               |
| SDC-9  | "A Neblina Invocada"                   | Don Knotts (2ª aparição)                      | 4 de novembro               | Sim               |
| SDC-10 | "O Fantasma do Pé Grande"              | O gordo e o magro                             | 11 de novembro              | Sim               |
| SDC-11 | "O Fantasma do Barão Vermelho"         | Três Patetas (2ª aparição)                    | 18 de novembro              | Sim               |
| SDC-12 | ""O Basquete das Profundas""           | A equipe de basquete dos Harlem Globetrotters | 25 de novembro              | Sim               |
| SDC-13 | "O Cavaleiro Apavorado"                | Davy Jones                                    | 2 de dezembro               | Sim               |
| SDC-14 | "O Fantasma do Salao Musical"          | Jerry Reed                                    | 9 de dezembro               | Sim               |
| SDC-15 | ""O Dinamisco da Dupla Dinâmica""      | Batman e Robin (2ª aparição)                  | 16 de dezembro              | Sim               |
| SDC-16 | "A Bagunça do Monstro"                 | Harlem Globetrotters (2ª aparição)            | 30 de dezembro              | Sim               |

### 2ª temporada:1973
| #      | Título original                                                  | Celebridade(s)                     | Data de lançamento original | Lançamento no DVD |
| ------ | ---------------------------------------------------------------- | ---------------------------------- | --------------------------- | ----------------- |
| SDC-17 | ""O Misterio da Ilha Assombrada""                                | Harlem Globetrotters (3ª aparição) | 8 de setembro               | Sim               |
| SDC-18 | "O Barco Mal Assombrado"                                         | Josie e as Gatinhas                | 15 de setembro              | Sim               |
| SDC-19 | "Scooby-Doo Encontra Jeannie" (aka Mystery in Persia")           | O elenco de Jeannie é um gênio     | 22 de setembro              | Sim               |
| SDC-20 | "Scooby-Doo Encontra Tim Conway"                                 | Tim Conway                         | 29 de setembro              | Sim               |
| SDC-21 | "O Exterminator"                                                 | Don Adams                          | 6 de outubro                | Sim               |
| SDC-22 | "Os Estranhos Ventos de Winona"                                  | Speed Buggy                        | 13 de outubro               | Sim               |
| SDC-23 | "A Fábrica de Doces assombrada"                                  | Cass Elliot                        | 20 de outubro               | Sim               |
| SDC-24 | "Scooby-Doo Encontra Dick Van Dyke" (aka "The Haunted Carnival") | Dick Van Dyke                      | 27 de outubro               | Sim               |

Após a primeira exibição do episódio final em 27 de outubro, retornaram os da primeira temporada que foram transmitidos juntamente com os da segunda temporada.